# Чердынцев, Виктор Викторович

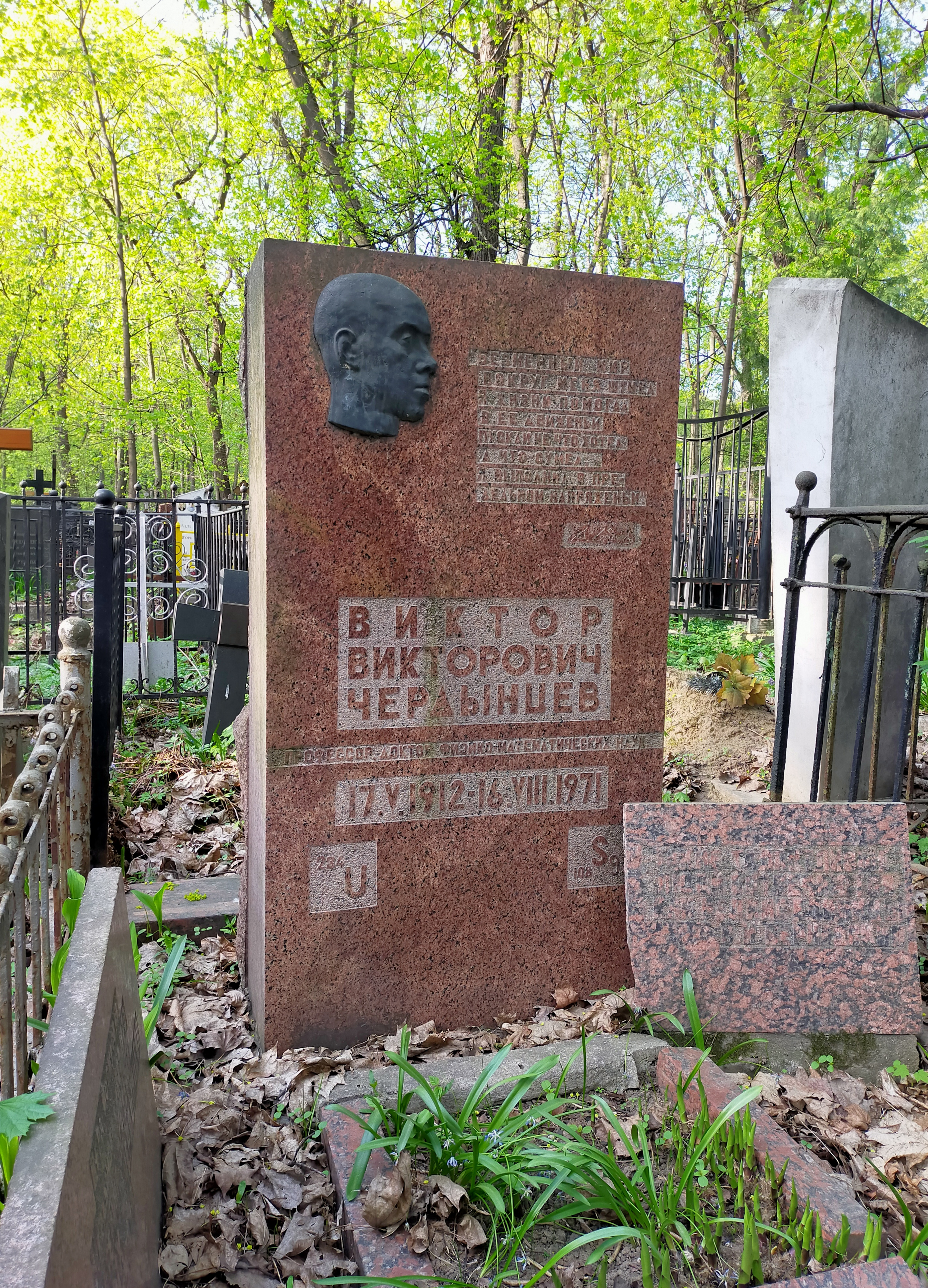
Могила В. В. Чердынцева на Введенском кладбище

Виктор Викторович Чердынцев (1912—1971) — советский учёный в области геологии, ядерной и космической физики, космической химии и геохимии, звёздной астрономии и радиологии, доктор физико-математических наук, профессор. Соавтор научного открытия "Явление естественного разделения урана-234 и урана-238". Известен также как историк и искусствовед, автор книги «Где, когда и как возникла былина?»

## Биография
Родился 4 (17) мая 1912 года в Москве, в семье В. И. Чердынцева — директора комплекса мануфактур братьев Морозовых.

### Образование
В 1929—1931 годах учился в Московском энергетическом институте. В 1934 году экстерном сдал экзамены в объёме программы Физико-математического факультета в экстернате при Народном комиссариате просвещения РСФСР.

### Научная работа
В 1931—1944 годах поступил на работу в качестве лаборанта в Ленинградский радиевый институт в отдел академика В. И. Вернадского.
В марте 1935 года, после очередного ареста отца, выслан из Ленинграда в Ташкент «как социально опасный элемент». После ходатайства Вернадского и его заместителя В. Г. Хлопина 2 мая 1935 года решение о высылке было отменено. После возвращения в Ленинград продолжил работу в Радиевом институте.
Во время войны в эвакуации в Татарстане в районе Чистополя: старший научный сотрудник, начальник экспедиции Радиевого института и заведующий радиологической лабораторией. Проводил радиологические исследования на нефтяных месторождениях. Обобщив опыт этих исследований, подготовил и осенью 1943 году защитил диссертацию на соискание учёной степени кандидата физико-математических наук.
В 1944—1950 годах работал заместителем директора Института астрономии и физики АН Казахской ССР в Алма-Ате. Организовал первую в Казахстане ядерную лабораторию при этом институте.
В феврале 1946 года, дополнив и расширив новыми выводами и исследованиями текст кандидатской диссертации, защитил диссертацию по теме «Теория происхождения атомных ядер» на соискание учёной степени доктора физико-математических наук.
Одновременно с работой в Институте астрономии и физики АН Казахской ССР, с 1946 по 1960 год заведовал кафедрой экспериментальной физики Казахского государственного университета, на которой организовал специализацию по ядерной физике и лабораторию по исследованию ядерных процессов в природе и космических лучах.
Вместе со своим учеником и коллегой по Казахскому государственному университету Павлом Ивановичем Чаловым открыл эффект разделения изотопов урана, получивший свидетельство об открытии № 163 с приоритетом от 27 марта 1954 года.
С июля 1960 года работал в Москве в Геологическом институте АН СССР, организовал и возглавил лабораторию абсолютного возраста горных пород. Работы Чердынцева о распространённости в горных породах и её динамике радиоактивных изотопов (уран-238, уран-234, торий-230) сыграли огромную роль в формировании метода уран-ториевого датирования, особенно после того как книга Чердынцева "Уран-234", изданная в 1969 году, была переведена на английский язык. Исследования Чердынцева также оказались важны для разработки методов предсказания землетрясений.
В 1961—1963 годах был депутатом Кировского района Москвы.
В 1964 году был делегатом 22 Международного геологического конгресса в Индии.
В 1966 году выдвигался (но не избран) в члены-корреспонденты АН СССР.
Скончался 16 августа 1971 года в Москве. Похоронен на Введенском кладбище (10 уч.).

## Награды и премии
- Медаль «За доблестный труд в Великой Отечественной войне 1941—1945 гг.»
- Грамоты АН СССР и Верховного Совета Казахской ССР.